# Gennade de Novgorod
Pour les articles homonymes, voir Gennade.
Gennade, né vers 1410 à Moscou, mort le 5 décembre 1505, fut archevêque de Novgorod 1484 à 1504. Il est considéré comme saint dans l'Église orthodoxe russe et fêté localement le 4 décembre. 
Dans l'atmosphère d’effervescence intellectuelle de Novgorod au XVe siècle, il dut lutter contre l'hérésie des Judaïsants, mais se montre ouvert aux Latins.

## Traduction de la Bible
Il confie la tâche de la traduction de la bible en slavon, la future "Bible de Gennade" à un certain Benjamin, de l'ordre dominicain, "d'origine slave et de foi latine", sans doute originaire de Prague ou de Cracovie. Ainsi certains livres furent-ils traduits directement du latin: Paralipomènes, Esdras, Sagesse et Macchabées I et II. 

## Influence latine
Georges Florovsky souligne l'influence des catholiques romains dans son épiscopat. Ainsi, outre la traduction de la Bible, les textes latins s'imposèrent dans plusieurs domaines. Pour composer le nouveau canon liturgique, on traduisit des extraits du Rationale divinorum officium de Durantius ou, pour lutter contre les Judaïsants, les livres latins de Nicolas de Lyre ou de Samuel le Juif sur les apostats.